# ヴィクトル・トレチャコフ
ヴィクトル・ヴィクトロヴィチ・トレチャコフ（Viktor Tretyakov (ロシア語: Ви́ктор Ви́кторович Третьяко́в), 1946年10月17日 - ）はロシアのヴァイオリニスト・指揮者。

## 経歴
クラスノヤルスクの軍楽隊員を父にもち、非常に早くから楽才を発揮した。1956年にモスクワ中央音楽学校でユーリ・ヤンケレヴィチの講義を受け、その後モスクワ音楽院に進む。1966年に19歳で、第3回チャイコフスキー国際コンクールの首位となり、招かれて国外に演奏旅行に赴いた。
メンデルスゾーンやブラームス、チャイコフスキー、シベリウス、プロコフィエフやショスタコーヴィチなど大作曲家のヴァイオリン協奏曲を好んでおり、作品の解釈やレパートリーの選択にオイストラフの影響が顕著であるが、トレチャコフ独自の演奏様式は、表情豊かなフレージングによってもたらされ、非の打ち所のない演奏技巧や音楽的な洞察の深さによって支えられている。1987年にソ連人民芸術家に指名されており、そのほかにグリンカ賞や、ユーリ・バシュメト国際慈善基金のショスタコーヴィチ賞を授与されている。近年では、プーチン前ロシア大統領からも国家功労賞を授与された。
チャイコフスキー国際コンクールに優勝して以来、ベルリン・フィルハーモニー管弦楽団やウィーン・フィルハーモニー管弦楽団、ミュンヘン・フィルハーモニー管弦楽団、ロンドン交響楽団、フィルハーモニア管弦楽団、ロイヤル・フィルハーモニー管弦楽団、パリ管弦楽団、ドレスデン・シュターツカペレ、バンベルク交響楽団、NHK交響楽団、フィラデルフィア管弦楽団、シカゴ交響楽団、ダラス交響楽団、クリーヴランド管弦楽団、デトロイト交響楽団、ダラス交響楽団、ピッツバーグ交響楽団、トロント交響楽団など、世界のほぼすべての主要なオーケストラと共演しており、これまでにクリップスやケンペ、オーマンディ、ヨッフム、コンドラシン、ロストロポーヴィチ、フェドセーエフ、テミルカーノフ、ヤンソンス、ヤルヴィ、ペンデレツキ、プレヴィン、メータ、マゼール、レヴァインなどの著名な指揮者と共演してきた。
室内楽奏者としても積極的に演奏に携わり、ロストロポーヴィチやリヒテル、カガン、キーシン、レーピン、ヴェンゲーロフ、レオンスカヤやボロディン弦楽四重奏団と共演してきた。また、ワシーリー・ロバノフやユーリ・バシュメト、グートマンらとピアノ四重奏団として定期的に活動している。室内楽奏者としては、これまでコペンハーゲンやベルリン、ミュンヘン、パリ、リスボン、アテネ、イスタンブールを訪れている。
長年にわたってモスクワ音楽院で指導を行い、1996年にはケルンでも教鞭を執った。1986年から1994年までチャイコフスキー国際コンクールの審査委員長を務めた。さらに、ブリュッセルやハノーファー、仙台、ヘルシンキの音楽コンクールでも審査員に加わっている。